# Göpfersdorf
Göpfersdorf är en kommun och ort i Landkreis Altenburger Land i förbundslandet Thüringen i Tyskland.
Kommunen ingår i förvaltningsområdet Nobitz tillsammans med kommunerna Langenleuba-Niederhain och Nobitz.